# بکهووالا
بکهووالا (به انگلیسی: Bakhuwala) یک منطقهٔ مسکونی در پاکستان است که در پنجاب واقع شده‌است. بکهووالا ۴ کیلومتر مربع مساحت و ۵۰۰ نفر جمعیت دارد و ۱۳۴ متر بالاتر از سطح دریا واقع شده‌است.